# P-51 Mustang
P-51 Mustang er et amerikansk jagerfly, bygget af North American.
P-51 Mustang er et af de mest kendte amerikanske fly fra 2. verdenskrig, hvor det blev anvendt af US Army Air Forces og RAF som jagerfly i såvel Europa som i Asien. 
P-51 Mustang blev bl.a. brugt som eskorte for de højtflyvende amerikanske bombefly under deres togter over Tyskland og kunne nå helt til Berlin. 30 RAF-mustanger eskorterede 18 Mosquitoer under shellhusbombardementet 21. marts 1945.

## Koreakrigen
I 1947 blev US Air Force dannet som et selvstændigt luftvåben og overtog hærens mustanger. 11. juni 1948 blev jagerflykoden ændret fra P-51 (Pursuit) til F-51 (Fighter). I Koreakrigens første fase kastede US Air Force F-51D Mustanger napalm mod de nordkoreanske landtropper for at kompensere for FN's numeriske underlegenhed.
P-51 Mustang blev brugt operativt indtil 1984, hvor Fuerza Aérea Dominicana solgte sine sidste ni Mustanger.
| Luftfart | Spire Denne artikel om flyvning er en spire som bør udbygges. Du er velkommen til at hjælpe Wikipedia ved at udvide den. |